# Bitwa pod Szentgotthárd
Bitwa pod Szentgotthárd – starcie zbrojne, które miało miejsce 1 sierpnia 1664 podczas IV wojny austriacko-tureckiej (1663–1664).
Po opanowaniu Sárváru i Komárna armia turecka (130 tys. żołnierzy) pod wodzą wielkiego wezyra Ahmeda Köprülü dotarła do południowego brzegu rzeki Ráby, na której drugim brzegu stanął na czele armii austriacko-niemiecko-francuskiej Raimondo Montecuccoli (60 tys. żołnierzy) zamierzając przeszkodzić Turkom w przeprawie. W dniach 26–27 lipca Turcy usiłowali bez powodzenia przeprawić się pod Körmend i pod Csákány. Dnia 30 lipca obie armie znalazły się pod Szentgotthárd. Prawe skrzydło armii Montecuccolego stanowili Austriacy, centrum oddziały niemieckie, lewe skrzydło Francuzi.
31 lipca Turcy próbowali przeprawić się przez rzekę, ale zostali odrzuceni. Dnia 1 sierpnia część wojska tureckiego przeprawiła się na północny brzeg i odrzuciła centrum sprzymierzonych, jednak nie została w porę wzmocniona posiłkami. Atakowana przez Montecuccolego natarciem z obu skrzydeł nie zdołała rozszerzyć przyczółka i zaczęła sypać szańce. Köprülü rzucił na skrzydła Montecuccolego jazdę, natomiast przeciwko prawemu skrzydłu zastosował uderzenie czołowe z głębokim obejściem. Austriacy odrzucili Turków szarżą własnej jazdy, a Francuzi ogniem artylerii. Tymczasem centrum armii Montecuccolego, wsparte posiłkami z obu skrzydeł, pobiło i wyparło do rzeki Turków z północnego brzegu. Wezbrane wody uniemożliwiły Montecuccoliemu przeprawienie się na południowy brzeg rzeki i podjęcie pościgu. Dnia 6 września Turcy wycofali się na wschód. Montecuccoli stracił 2–6 tys. zabitych i rannych, a Turcy – 12–16 tys. zabitych i rannych.

## Wprowadzenie
W czerwcu 1664 roku głównodowodzący południowej armii cesarskiej, chorwacki ban Nikola Zrinski, zmuszony został do przerwania oblężenia osmańskiej twierdzy Kanizsa, po tym gdy w okolice miasta nadciągnęły wojska tureckie w sile 50 tys. ludzi pod wodzą wielkiego wezyra Ahmeda Köprülü. Po dotarciu do miasta wezyr skierował swoje wojska w kierunku zachodnim zdobywając twierdzę Nowy Zrin, której licząca 17 tys. ludzi południowa armia cesarska nie zdecydowała się na obronę. Nie mogąc znaleźć wyjścia z sytuacji i przyjść z miastu z odsieczą dnia 29 czerwca głównodowodzący armii cesarskiej Montecuccoli zamierzał opuścić jej szeregi.

## Przed bitwą
Po zniszczeniu twierdzy Nowy Zrin, armia Osmanów skierowała się na Wiedeń. Dnia 30 lipca główne siły tureckie w pobliżu Szentgotthárd natknęły się na wojska cesarskie, stacjonujące na lewym brzegu rzeki Raby. Składające się z różnych narodowości siły cesarskie Montecuccolego, które jeszcze w lutym 1644 liczyły 28,5 tys. ludzi, na skutek złej sytuacji sanitarnej i braków w zaopatrzeniu stopniały do 25 tys. żołnierzy. Naprzeciwko cesarskiej armii na prawym brzegu rzeki stanęło 50 tys. Turków.

### Ustawienie sił alianckich
Wielki wezyr starał się wywabić słabszego liczebnie przeciwnika na prawy brzeg rzeki. Montecuccoli zebrał wszelkie dostępne sobie wojska na północnym brzegu rzeki, budując przyczółek w okolicy Szentgotthárd. Prawe skrzydło wojsk Montecuccolego składało się z regimentów cesarskich wyposażonych w artylerię. W centrum stanęły oddziały niemieckie dowodzone przez marszałka polnego Jerzego Fryderyka, hrabiego Waldeck, zaś Jean de Coligny-Saligny z Francuzami stanął na prawym skrzydle. Najbardziej na prawo znajdowały się oddziały kawalerii pod wodzą generała Johanna von Sporcka.

## Bitwa

### Atak turecki przez rzekę
Wczesnym rankiem dnia 1 sierpnia 1644 roku 3 tys. spahisów oraz 3 tys. janczarów przekroczyło rzekę Rabę, atakując skutecznie stanowiska cesarskich, a następnie obóz niemiecki, który wbrew rozkazom Montecuccolego nie został dostatecznie wzmocniony przez siły Waldecka. Turcy zupełnie zaskoczyli nieuporządkowane centrum wojsk cesarskich, całkowicie je rozpraszając. W czasie gdy spahisi niszczyli centrum przeciwnika, janczarom udało się zająć miasteczko Szentgotthárd. Wojska cesarskie stanęły przed bardzo trudną sytuacją.

### Kontratak cesarski
W tej krytycznej sytuacji Montecuccoli na czele 3 regimentów piechoty oraz dwóch regimentów kirasjerów, wspierany przez wojska saskie margrabiego von Baden-Durlach osobiście poprowadził atak na Turków. W tym samym czasie komendant korpusu reńskiego hrabia von Hohenlohe na czele dwóch batalionów i 4 szwadronów uderzył z kierunku wschodniego na Szentgotthárd, wypierając janczarów z miasteczka. Udział w walce wzięły też brygada kawalerii francuskiej i dwa francuskie regimenty piechoty, które zajęły część miasteczka, odpierając kontrataki tureckie.
Po ciężkich walkach Turcy rozpoczęli wycofywanie się mostem w kierunku przyczółka na lewym brzegu rzeki, opuszczając również zdobyty obóz niemiecki. W tym momencie w szeregach dowództwa aliantów nie było zgodności co do dalszego przebiegu walki: starać się utrzymać zdobyte pozycje czy przypuścić atak na wroga na drugi brzeg rzeki. W chwili gdy toczono gorące spory na temat dalszego postępowania, nadeszła wiadomość o ataku jazdy tureckiej na prawe skrzydło cesarskie.

### Atak jazdy tureckiej
W ataku udział wzięło 4 tys. spahisów, którzy przeprawili się przez rzekę uderzając na prawa flankę cesarskich. Wówczas nastąpił kontratak najbardziej wysuniętej na prawo kawalerii generała Sporcka, który uderzył na przeważające liczebnie wojska tureckie, odrzucając je w kierunku rzeki.

### Decydujący atak wojsk cesarskich
Po sukcesie na prawym skrzydle głównodowodzący wojsk cesarskich, zdecydował się rzucić do ataku na przyczółek mostowy na lewym skrzydle wszystkie dostępne siły. Wojska tureckie nie były w stanie powstrzymać przeprowadzonego z impetem ataku wojsk cesarskich. Walki z oszańcowanymi obrońcami trwały do późnego popołudnia. Do tego czasu armii koalicyjnej udało się zmusić do ucieczki pozostałe na lewym brzegu rzeki wojska tureckie, którym zadano wielkie straty. Z powodu wysokiej fali rzecznej kolejne ataki wpław nie były już możliwe. Starcie zakończyło się zwycięstwem cesarskich. Straty tureckie to około 6–12 tys. ludzi, wojska cesarskie straciły 2–6 tys. żołnierzy.

## Podsumowanie
Bitwa pod Szentgotthárd uważana jest za jedną z najbardziej znanych w historii wojen tureckich. Na uwagę zasługuje fakt, że dwukrotnie mniejsza armia cesarska pokonała przeważającego liczebnie wroga. Wielonarodowość sił cesarskich miała swoje wady i zalety. Początkowe ociąganie się Francuzów przed atakiem jest tego przykładem. Historycy pomniejszają jednak sukces cesarskich, podając w wątpliwość stan wojsk.
Z liczącej 50 tys. armii tureckiej w walce udział wzięło zaledwie 12 tys., które po przeprawieniu się przez rzekę natknęły się na równie silnego przeciwnika. Fakt, że dowództwo tureckie w pierwszej korzystnej fazie bitwy nie wysłało do ataku większej ilości wojsk tłumaczy się silnym deszczem i wzrastającą falą na rzece Rabie. Dnia 10 września 1664 roku, 9 dni po bitwie w Eisenburgu zawarto traktat pokojowy w Vasvár na okres 20 lat, który miałana celu utrzymanie pokoju z Imperium Osmańskim, wobec wewnętrznego konfliktu habsbursko-węgierskiego. 